# Paectes interrumpens
Paectes interrumpens är en fjärilsart som beskrevs av Walker 1858. Paectes interrumpens ingår i släktet Paectes och familjen nattflyn. Inga underarter finns listade i Catalogue of Life.